# Park Geun-hye
Park Geun-hye (Hangul: 박근혜) (Daegu (Gyeongsangbuk-do), 2 februari 1952) was van 25 februari 2013 tot en met 10 maart 2017 de eerste vrouwelijke president van Zuid-Korea. Zij is ook de eerste Zuid-Koreaanse president die werd afgezet. In 2018 werd ze in twee rechtszaken tot totaal 32 jaar gevangenisstraf veroordeeld wegens onder meer machtsmisbruik en omkoping. In 2021 kreeg ze gratie. Park is lid van de conservatieve Saenuri-partij (Hannara-dang). Van 17 december 2011 tot 15 mei 2012 was zij partijvoorzitter en ze bekleedde deze functie eerder van 2004 tot 2006.
Ze is de dochter van oud-dictator Park Chung-hee en ze diende als de first lady van Zuid-Korea van 1974 tot 1979 tijdens het bewind van haar vader, nadat haar moeder werd vermoord op 15 augustus 1974. Haar vader werd op 26 oktober 1979 doodgeschoten door een lid van de Zuid-Koreaanse geheime dienst.

## President (2013–2017)
Park werd beschouwd als de meest invloedrijke politica in Zuid-Korea. Op 19 december 2012 werd ze verkozen tot de eerste vrouwelijke president van Zuid-Korea.

### Fraude en machtsmisbruik
In 2016 kwam Park in opspraak toen haar vriendin Choi Soon-sil beschuldigd werd van fraude en machtsmisbruik. Choi zou haar vriendschap met Park hebben misbruikt om zo bedrijven (zoals Samsung en Hyundai) te dwingen om geld te storten in twee non-profitorganisaties van Choi. Tientallen miljoenen euro's werden overgemaakt. Tevens droeg ze Choi op om toespraken te herschrijven, waarmee Choi feitelijk illegaal vertrouwelijke overheidsinformatie in handen kreeg. Park werd beschuldigd van fraude en het lekken van vertrouwelijke informatie aan Choi. Het schandaal werd door de media al snel Choi-gate genoemd en er werd opgeroepen tot het aftreden van Park. Park kon niet vervolgd worden omdat ze president was en daarom onschendbaar, behalve als ze beschuldigd zou worden van verraad. Ze zou dus eerst moeten worden afgezet. Park liet zich wel ondervragen over de zaak; ze was eerste Zuid-Koreaanse president die zoiets toestond.
Het schandaal zorgde volgens peilingen voor een ongekende vermindering van haar populariteit, die zakte tot 5%. Dit was de laagste score die een zittend president van Zuid-Korea ooit behaalde.
Na weken van grootschalige protesten werd een stemming gehouden in het parlement. Verreweg de meerderheid van parlementsleden was voor het aftreden van Park. Deze reageerde met de mededeling dat ze de stemming zou respecteren. Ze wachtte echter nog op een beslissing van het grondwettelijk hof van Zuid-Korea, dat nog moest beoordelen of de stemming over haar aftreden rechtsgeldig was. Eerste minister Hwang Kyo-ahn nam in de tussentijd de macht over, maar Park behield haar titel als president en mocht vooralsnog in het presidentiële paleis, het Blauwe Huis, blijven wonen. Op 10 maart 2017 vonniste het hof unaniem dat de uitslag van de parlementaire stemming legitiem was, waarmee Park per direct uit haar ambt was gezet.
Ze verloor daardoor haar immuniteit en kon juridisch worden vervolgd. Op 6 april 2018 werd Park Geun-hye veroordeeld tot een gevangenisstraf van 24 jaar wegens machtsmisbruik en omkoping. In juli 2018 kwam daar een celstraf van acht jaar bij vanwege misbruik van overheidsgelden en inmenging in de parlementaire verkiezingen van 2016.
Op 24 december 2021 kreeg ze gratie van haar opvolger als president Moon Jae-in. Jae-In verwees naar haar gezondheid en "de nationale eenheid van het land" als reden voor het verlenen van gratie.
Syngman Rhee · Heo Jeong (waarnemend) · Yun Bo-seon · Park Chung-hee · Choe Gyuha · Chun Doo-hwan · Roh Tae-woo · Kim Young-sam · Kim Dae-jung · Roh Moo-hyun · Goh Kun (waarnemend) · Lee Myung-bak · Park Geun-hye · Hwang Kyo-ahn (waarnemend) · Moon Jae-in · Yoon Suk-yeol